# エラム・ドラヴィダ語族
エラム・ドラヴィダ語族（Elamo-Dravidian languages）はドラヴィダ語族と死語となったエラム語を結合される仮説段階の語族である。死語となったハラッパー語もこの語族に含まれる。ノストラティック大語族の提唱者は早い段階からエラム・ドラヴィダ語族を受け入れた。
ロバート・コールドウェルが1913年にベヒストゥーン碑文のエラム語とドラヴィダ語との比較を行い、フェルディナンド・ボルク（1924年）はエラム語が現在インドで話されているドラヴィダ語系のブラーフーイー語と関係があるとの説を提唱した。これらの説を継承した言語学者デイビッド・マカルピンが主導となって「エラム・ドラヴィダ語族」が提唱された。
この仮説は、フランクリン・サウスワースによって支持されている
。

## 文明との関連
考古学の観点からは、インダス文明の担い手の言語がドラヴィダ語族である可能性が高いと考えられており、インダス文明にはメソポタミア文明からの影響、類似が多数見られる。従ってメソポタミア文明のエラム語とインダス文明のドラヴィダ語族が同系であってもなんら不思議ではない。またドラヴィダ語族とウラル語族、アルタイ諸語の間には文法の著しい類似性が存在し、このことは少なくとも一部において両者が共通の起源より派生したことを示唆する。両者の共通祖先として原エラム語の存在を位置づけることができるかもしれない（ノストラティック大語族#原郷と拡散を参照）。